# 2022年のNFLドラフト
2022年のNFLドラフトは87回目のNFLドラフト。2022年4月28日から4月30日までの3日間ネバダ州ラスベガスのシーザーズ・フォーラムで開催された。指名順は2021年のレギュラーシーズンの成績及びプレーオフの成績に基づき決定された。

## 開催地
開催地のラスベガスは2020年のNFLドラフトの開催地として選出されていたが、新型コロナウイルスの感染拡大による影響で、この年の会議はビデオ会議で行われることになった。このビデオ会議の中で、NFLコミッショナーのロジャー・グッデルは、当初同市で開催される予定だった2020年のNFLドラフトの補填として2022年のドラフトをラスベガスで開催することを発表した。

## 概要

### ドラフト指名数
32チーム7巡の224指名権に加え、FAで失った選手の補償である32の指名権（下の表の*）、さらにはマイノリティのスタッフ雇用に対する補償の7指名権（下の表のx）を加え、そしてニューオーリンズ・セインツがCOVIDルール違反により6巡目の指名権を剥奪されたため、合計262の指名権が与えられた。
実際に行使された262の指名権のうち148が他チームから譲渡されたものであった。
2017年以来初めて、全体1位指名がQB以外のポジションから選ばれた。1巡目の指名ではQBがわずか1名であり、これは2013年以来となった。
また、1〜5位指名は全員守備側の選手であり、これは1991年以来であった。

## 指名選手

### 1巡目指名選手
| 指名順位 | チーム                             | 選手名                           | ポジション | 出身大学                   |
| 1        | ジャクソンビル・ジャガーズ         | トレイボン・ウォーカー           | DE         | ジョージア大学             |
| 2        | デトロイト・ライオンズ             | エイダン・ハッチンソン           | DE         | ミシガン大学               |
| 3        | ヒューストン・テキサンズ           | デレク・スティングリー・ジュニア | CB         | LSU                        |
| 4        | ニューヨーク・ジェッツ             | ソース・ガードナー               | CB         | シンシナティ大学           |
| 5        | ニューヨーク・ジャイアンツ         | ケイボン・ティボドー             | DE         | オレゴン大学               |
| 6        | カロライナ・パンサーズ             | イケム・イクワヌ                 | OT         | ノースカロライナ州立大学   |
| 7        | ニューヨーク・ジャイアンツ         | エバン・ニール                   | OT         | アラバマ大学               |
| 8        | アトランタ・ファルコンズ           | ドレイク・ロンドン               | WR         | USC                        |
| 9        | シアトル・シーホークス             | チャールズ・クロス               | OT         | ミシシッピ州立大学         |
| 10       | ニューヨーク・ジェッツ             | ギャレット・ウィルソン           | WR         | オハイオ州立大学           |
| 11       | ニューオーリンズ・セインツ         | クリス・オラーベ                 | WR         | オハイオ州立大学           |
| 12       | デトロイト・ライオンズ             | ジェイムソン・ウィリアムズ       | WR         | アラバマ大学               |
| 13       | フィラデルフィア・イーグルス       | ジョーダン・デービス             | DT         | ジョージア大学             |
| 14       | ボルチモア・レイブンズ             | カイル・ハミルトン               | SF         | ノートルダム大学           |
| 15       | ヒューストン・テキサンズ           | ケニオン・グリーン               | OG         | テキサスA&M大学            |
| 16       | ワシントン・コマンダース           | ジャハン・ドットソン             | WR         | ペンシルベニア州立大学     |
| 17       | ロサンゼルス・チャージャーズ       | ザイオン・ジョンソン             | OG         | ボストンカレッジ           |
| 18       | テネシー・タイタンズ               | トレイロン・バークス             | WR         | アーカンソー大学           |
| 19       | ニューオーリンズ・セインツ         | トレバー・ペニング               | OT         | ノーザンアイオワ大学       |
| 20       | ピッツバーグ・スティーラーズ       | ケニー・ピケット                 | QB         | ピッツバーグ大学           |
| 21       | カンザスシティ・チーフス           | トレント・マクダフィー           | CB         | ワシントン大学             |
| 22       | グリーンベイ・パッカーズ           | クエイ・ウォーカー               | LB         | ジョージア大学             |
| 23       | バッファロー・ビルズ               | カイイル・イーラム               | CB         | フロリダ大学               |
| 24       | ダラス・カウボーイズ               | タイラー・スミス                 | OT         | タルサ大学                 |
| 25       | ボルチモア・レイブンズ             | タイラー・リンダーバウム         | C          | アイオワ大学               |
| 26       | ニューヨーク・ジェッツ             | ジャーメイン・ジョンソン2世      | DE         | フロリダ州立大学           |
| 27       | ジャクソンビル・ジャガーズ         | デビン・ロイド                   | LB         | ユタ大学                   |
| 28       | グリーンベイ・パッカーズ           | デボンテ・ワイアット             | DT         | ジョージア大学             |
| 29       | ニューイングランド・ペイトリオッツ | コール・ストレンジ               | OG         | テネシー大学チャタヌーガ校 |
| 30       | カンザスシティ・チーフス           | ジョージ・カーラフティス         | DE         | パデュー大学               |
| 31       | シンシナティ・ベンガルズ           | ダクストン・ヒル                 | SF         | ミシガン大学               |
| 32       | ミネソタ・バイキングス             | ルイス・シネ                     | SF         | ジョージア大学             |

### 2巡目指名選手
| 指名順位 | チーム                             | 選手名                         | ポジション | 出身大学               |
| 33       | タンパベイ・バッカニアーズ         | ローガン・ホール               | DE         | ヒューストン大学       |
| 34       | グリーンベイ・パッカーズ           | クリスチャン・ワトソン         | WR         | ノースダコタ州立大学   |
| 35       | テネシー・タイタンズ               | ロジャー・マクリアリー         | CB         | オーバーン大学         |
| 36       | ニューヨーク・ジェッツ             | ブリース・ホール               | RB         | アイオワ州立大学       |
| 37       | ヒューストン・テキサンズ           | ジェイレン・ピートリ           | S          | ベイラー大学           |
| 38       | アトランタ・ファルコンズ           | アーノルド・エビケティ         | OLB        | ペンシルベニア州立大学 |
| 39       | シカゴ・ベアーズ                   | カイラー・ゴードン             | CB         | ワシントン大学         |
| 40       | シアトル・シーホークス             | ボイエ・マフェ                 | DE         | ミネソタ大学           |
| 41       | シアトル・シーホークス             | ケネス・ウォーカー3世          | RB         | ミシガン州立大学       |
| 42       | ミネソタ・バイキングス             | アンドリュー・ブース・ジュニア | CB         | クレムソン大学         |
| 43       | ニューヨーク・ジャイアンツ         | ワンデール・ロビンソン         | WR         | ケンタッキー大学       |
| 44       | ヒューストン・テキサンズ           | ジョン・メッチー3世            | WR         | アラバマ大学           |
| 45       | ボルチモア・レイブンズ             | デビッド・オジャボ             | OLB        | ミシガン大学           |
| 46       | デトロイト・ライオンズ             | ジョシュ・パスカル             | DE         | ケンタッキー大学       |
| 47       | ワシントン・コマンダース           | フィダリアン・マティス         | DT         | アラバマ大学           |
| 48       | シカゴ・ベアーズ                   | ジャクアン・ブリスカー         | S          | ペンシルベニア州立大学 |
| 49       | ニューオーリンズ・セインツ         | アロンテ・テイラー             | CB         | テネシー大学           |
| 50       | ニューイングランド・ペイトリオッツ | タイクアン・ソーントン         | WR         | ベイラー大学           |
| 51       | フィラデルフィア・イーグルス       | キャム・ユルゲンズ             | C          | ネブラスカ大学         |
| 52       | ピッツバーグ・スティーラーズ       | ジョージ・ピケンズ             | WR         | ジョージア大学         |
| 53       | インディアナポリス・コルツ         | アレック・ピアース             | WR         | シンシナティ大学       |
| 54       | カンザスシティ・チーフス           | スカイ・ムーア                 | WR         | ウェスタンミシガン大学 |
| 55       | アリゾナ・カージナルス             | トレイ・マクブライド           | TE         | コロラド州立大学       |
| 56       | ダラス・カウボーイズ               | サム・ウィリアムズ             | DE         | ミシシッピ大学         |
| 57       | タンパベイ・バッカニアーズ         | ルーク・ゲーデケ               | OT         | セントラルミシガン大学 |
| 58       | アトランタ・ファルコンズ           | トロイ・アンダーセン           | LB         | モンタナ州立大学       |
| 59       | ミネソタ・バイキングス             | エド・イングラム               | OG         | LSU                    |
| 60       | シンシナティ・ベンガルズ           | チャム・テイラー＝ブリット     | CB         | ネブラスカ大学         |
| 61       | サンフランシスコ・49ers            | ドレイク・ジャクソン           | DE         | USC                    |
| 62       | カンザスシティ・チーフス           | ブライアン・クック             | S          | シンシナティ大学       |
| 63       | バッファロー・ビルズ               | ジェームズ・クック             | RB         | ジョージア大学         |
| 64       | デンバー・ブロンコス               | ニック・ボニット               | LB         | オクラホマ大学         |

### 3巡目指名選手
| 指名順位 | チーム                             | 選手名                           | ポジション | 出身大学                     |
| 65       | ジャクソンビル・ジャガーズ         | ルーク・フォートナー             | C          | ケンタッキー大学             |
| 66       | ミネソタ・バイキングス             | ブライアン・アサモア             | LB         | オクラホマ大学               |
| 67       | ニューヨーク・ジャイアンツ         | ジョシュア・エゼウドゥ           | OG         | ノースカロライナ大学         |
| 68       | クリーブランド・ブラウンズ         | マーティン・エマーソン           | CB         | ミシシッピ州立大学           |
| 69       | テネシー・タイタンズ               | ニコラス・プティ＝フレール       | OT         | オハイオ州立大学             |
| 70       | ジャクソンビル・ジャガーズ         | チャド・ムマ                     | LB         | ワイオミング大学             |
| 71       | シカゴ・ベアーズ                   | ヴェルス・ジョーンズ・ジュニア   | WR         | テネシー大学                 |
| 72       | シアトル・シーホークス             | エイブラハム・ルーカス           | OT         | ワシントン州立大学           |
| 73       | インディアナポリス・コルツ         | ジェラニ・ウッズ                 | TE         | バージニア大学               |
| 74       | アトランタ・ファルコンズ           | デズモンド・リダー               | QB         | シンシナティ大学             |
| 75       | ヒューストン・テキサンズ           | クリスチャン・ハリス             | LB         | アラバマ大学                 |
| 76       | ボルチモア・レイブンズ             | トラビス・ジョーンズ             | NT         | コネチカット大学             |
| 77       | インディアナポリス・コルツ         | ベルンハルト・ライマン           | OT         | 中央ミシガン大学             |
| 78       | クリーブランド・ブラウンズ         | アレックス・ライト               | DE         | アラバマ大学バーミングハム校 |
| 79       | ロサンゼルス・チャージャーズ       | J・T・ウッズ                     | S          | ベイラー大学                 |
| 80       | デンバー・ブロンコス               | グレッグ・ドゥルシッチ           | TE         | UCLA                         |
| 81       | ニューヨーク・ジャイアンツ         | コルデール・フロット             | CB         | LSU                          |
| 82       | アトランタ・ファルコンズ           | ディアンジェロ・マローン         | LB         | ウェスタンケンタッキー大学   |
| 83       | フィラデルフィア・イーグルス       | ナコービー・ディーン             | LB         | ジョージア大学               |
| 84       | ピッツバーグ・スティーラーズ       | デマービン・レアル               | DE         | テキサスA&M大学              |
| 85       | ニューイングランド・ペイトリオッツ | マーカス・ジョーンズ             | CB         | ヒューストン大学             |
| 86       | テネシー・タイタンズ               | マリーク・ウィリス               | QB         | リバティ大学                 |
| 87       | アリゾナ・カージナルス             | キャメロン・トーマス             | OLB        | サンディエゴ州立大学         |
| 88       | ダラス・カウボーイズ               | ジェイレン・トルバート           | WR         | 南アラバマ大学               |
| 89       | バッファロー・ビルズ               | テレル・バーナード               | LB         | ベイラー大学                 |
| 90       | ラスベガス・レイダース             | ディラン・パラム                 | OG         | メンフィス大学               |
| 91       | タンパベイ・バッカニアーズ         | ラシャード・ホワイト             | RB         | アリゾナ州立大学             |
| 92       | グリーンベイ・パッカーズ           | ショーン・ライアン               | OG         | UCLA                         |
| 93       | サンフランシスコ・49ers            | タイリオン・デービス＝プライス   | RB         | LSU                          |
| 94       | カロライナ・パンサーズ             | マット・コラル                   | QB         | ミシシッピ大学               |
| 95       | シンシナティ・ベンガルズ           | ザカリー・カーター               | DT         | フロリダ大学                 |
| 96       | インディアナポリス・コルツ         | ニック・クロス                   | S          | メリーランド大学             |
| 97*      | デトロイト・ライオンズ             | カービー・ジョセフ               | S          | イリノイ大学                 |
| 98*      | ワシントン・コマンダース           | ブライアン・ロビンソン・ジュニア | RB         | アラバマ大学                 |
| 99x      | クリーブランド・ブラウンズ         | デビッド・ベル                   | WR         | パデュー大学                 |
| 100x     | アリゾナ・カージナルス             | マイジェイ・サンダース           | OLB        | シンシナティ大学             |
| 101x     | ニューヨーク・ジェッツ             | ジェレミー・ラッカート           | TE         | オハイオ州立大学             |
| 102x     | マイアミ・ドルフィンズ             | チャニング・ティンダル           | LB         | ジョージア大学               |
| 103x     | カンザスシティ・チーフス           | レオ・シェナル                   | LB         | ウィスコンシン大学           |
| 104x     | ロサンゼルス・ラムズ               | ローガン・ブラス                 | OG         | ウィスコンシン大学           |
| 105x     | サンフランシスコ・49ers            | ダニー・グレイ                   | WR         | サザンメソジスト大学         |

### 4巡目指名選手
| 指名順位 | チーム                             | 選手名                         | ポジション | 出身大学                     |
| 106      | タンパベイ・バッカニアーズ         | ケイド・オットン               | TE         | ワシントン大学               |
| 107      | ヒューストン・テキサンズ           | デイミオン・ピアース           | RB         | フロリダ大学                 |
| 108      | クリーブランド・ブラウンズ         | ペリオン・ウィンフリー         | DT         | オクラホマ大学               |
| 109      | シアトル・シーホークス             | コービー・ブライアント         | CB         | シンシナティ大学             |
| 110      | ボルチモア・レイブンズ             | ダニエル・ファレレ             | OT         | ミネソタ大学                 |
| 111      | ニューヨーク・ジェッツ             | マックス・ミッチェル           | OT         | ルイジアナ大学               |
| 112      | ニューヨーク・ジャイアンツ         | ダニエル・ベリンジャー         | TE         | サンディエゴ州立大学         |
| 113      | ワシントン・コマンダース           | パーシー・バトラー             | S          | ルイジアナ大学               |
| 114      | ニューヨーク・ジャイアンツ         | デイン・ベルトン               | S          | アイオワ大学                 |
| 115      | デンバー・ブロンコス               | ダマリ・マシス                 | CB         | ピッツバーグ大学             |
| 116      | デンバー・ブロンコス               | エンヨーマ・ウワズリケ         | DT         | アイオワ州立大学             |
| 117      | ニューヨーク・ジェッツ             | マイケル・クレモンズ           | DE         | テキサスA&M大学              |
| 118      | ミネソタ・バイキングス             | アケイレブ・エバンス           | CB         | ミズーリ大学                 |
| 119      | ボルチモア・レイブンズ             | ジェイリン・アーマー＝デービス | CB         | アラバマ大学                 |
| 120      | カロライナ・パンサーズ             | ブランドン・スミス             | LB         | ペンシルベニア州立大学       |
| 121      | ニューイングランド・ペイトリオッツ | ジャック・ジョーンズ           | CB         | アリゾナ州立大学             |
| 122      | ラスベガス・レイダース             | ザミール・ホワイト             | RB         | ジョージア大学               |
| 123      | ロサンゼルス・チャージャーズ       | アイザイア・スピラー           | RB         | テキサスA&M大学              |
| 124      | クリーブランド・ブラウンズ         | ケイド・ヨーク                 | K          | LSU                          |
| 125      | マイアミ・ドルフィンズ             | エリック・エズカンマ           | WR         | テキサス工科大学             |
| 126      | ラスベガス・レイダース             | ニール・ファレル               | DT         | LSU                          |
| 127      | ニューイングランド・ペイトリオッツ | ピエール・ストロング・ジュニア | RB         | サウスダコタ州立大学         |
| 128      | ボルチモア・レイブンズ             | チャーリー・コーラー           | TE         | アイオワ州立大学             |
| 129      | ダラス・カウボーイズ               | ジェイク・ファーガソン         | TE         | ウィスコンシン大学           |
| 130      | ボルチモア・レイブンズ             | ジョーダン・スタウト           | P          | ペンシルベニア州立大学       |
| 131      | テネシー・タイタンズ               | ハッサン・ハスキンズ           | RB         | ミシガン大学                 |
| 132      | グリーンベイ・パッカーズ           | ロミオ・ドゥブス               | WR         | ネバダ大学                   |
| 133      | タンパベイ・バッカニアーズ         | ジェイク・カマルダ             | P          | ジョージア大学               |
| 134      | サンフランシスコ・49ers            | スペンサー・バーフォード       | OT         | UTSA                         |
| 135      | カンザスシティ・チーフス           | ジョシュア・ウィリアムス       | CB         | フェイエットビル州立大学     |
| 136      | シンシナティ・ベンガルズ           | コーデル・ヴォルソン           | OT         | ノースダコタ州立大学         |
| 137      | ニューイングランド・ペイトリオッツ | ベイリー・ザッピー             | QB         | 西ケンタッキー大学           |
| 138*     | ピッツバーグ・スティーラーズ       | カルビン・オースティン         | WR         | メンフィス大学               |
| 139*     | ボルチモア・レイブンズ             | アイザイア・ライクリー         | TE         | コースタルカリフォルニア大学 |
| 140*     | グリーンベイ・パッカーズ           | ザック・トム                   | OG         | ウェイクフォレスト大学       |
| 141*     | ボルチモア・レイブンズ             | ダマリオン・ウィリアムス       | CB         | ヒューストン大学             |
| 142*     | ロサンゼルス・ラムズ               | コビー・デュラント             | CB         | サウスカロライナ州立大学     |
| 143*     | テネシー・タイタンズ               | チゴジエム・オコンクウォ       | TE         | メリーランド大学             |

### 5巡目指名選手
| 指名順位 | チーム                                 | 選手名                     | ポジション | 出身大学                   |
| 144      | ワシントン・コマンダース               | サム・ハウエル             | QB         | ノースカロライナ大学       |
| 145      | カンザスシティ・チーフス               | ダリアン・キナード         | OT         | ケンタッキー大学           |
| 146      | ニューヨーク・ジャイアンツ             | マイカ・マクファーデン     | LB         | インディアナ大学           |
| 147      | ニューヨーク・ジャイアンツ             | D・J・デビッドソン         | NT         | アリゾナ州立大学           |
| 148      | バッファロー・ビルズ                   | カリル・シャキール         | WR         | ボイシ州立大学             |
| 149      | ワシントン・コマンダース               | コール・ターナー           | TE         | ネバダ大学                 |
| 150      | ヒューストン・テキサンズ               | トーマス・ブッカー         | DT         | スタンフォード大学         |
| 151      | アトランタ・ファルコンズ               | タイラー・アルジアー       | RB         | BYU                        |
| 152      | デンバー・ブロンコス                   | デラリン・ターナー＝イェル | S          | オクラホマ大学             |
| 153      | シアトル・シーホークス                 | タリク・ウォーレン         | CB         | UTSA                       |
| 154      | ジャクソンビル・ジャガーズ             | スヌープ・コナー           | RB         | ミシシッピ大学             |
| 155      | ダラス・カウボーイズ                   | マット・ワレッコ           | OT         | ノースダコタ大学           |
| 156      | クリーブランド・ブラウンズ             | ジェローム・フォード       | RB         | シンシナティ大学           |
| 157      | タンパベイ・バッカニアーズ             | ザイオン・マッコラム       | CB         | サム・ヒューストン州立大学 |
| 158      | シアトル・シーホークス                 | タイリーク・スミス         | DE         | オハイオ州立大学           |
| 159      | インディアナポリス・コルツ             | エリック・ジョンソン       | DT         | ミズーリ州立大学           |
| 160      | ロサンゼルス・チャージャーズ           | オティト・オグボニア       | DT         | UCLA                       |
| 161      | ニューオーリンズ・セインツ             | ディマルコ・ジャクソン     | LB         | アパラチアン州立大学       |
| 162      | デンバー・ブロンコス                   | モントレル・ワシントン     | WR         | サンフォード大学           |
| 163      | テネシー・タイタンズ                   | カイル・フィリップス       | WR         | UCLA                       |
| 164      | ロサンゼルス・ラムズ                   | カイレン・ウィリアムズ     | RB         | ノートルダム大学           |
| 165      | ミネソタ・バイキングス                 | エセジ・オトメウォ         | DE         | ミネソタ大学               |
| 166      | シンシナティ・ベンガルズ               | タイセン・アンダーソン     | S          | トレド大学                 |
| 167      | ダラス・カウボーイズ                   | ダロン・ブランド           | CB         | フレズノ州立大学           |
| 168      | シカゴ・ベアーズ                       | ブラクストン・ジョーンズ   | OT         | サウスユタ大学             |
| 169      | ミネソタ・バイキングス                 | タイ・チャンドラー         | RB         | ノースカロライナ大学       |
| 170      | ヒューストン・テキサンズ               | ティーガン・キトリアーノ   | TE         | オレゴン州立大学           |
| 171      | デンバー・ブロンコス                   | ルーク・ワッテンバーグ     | C          | ワシントン大学             |
| 172      | サンフランシスコ・フォーティナイナーズ | サミュエル・ウォーマック   | CB         | トレド大学                 |
| 173      | ニューヨーク・ジャイアンツ             | マーカス・マッキーサン     | OG         | ノースカロライナ大学       |
| 174      | シカゴ・ベアーズ                       | ドミニク・ロビンソン       | DE         | マイアミ大学               |
| 175      | ラスベガス・レイダース                 | マシュー・バトラー         | DT         | テネシー大学               |
| 176*     | ダラス・カウボーイズ                   | ダモン・クラーク           | LB         | LSU                        |
| 177*     | デトロイト・ライオンズ                 | ジェームズ・ミッチェル     | TE         | バージニア工科大学         |
| 178*     | ダラス・カウボーイズ                   | ジョン・リッジウェイ       | DT         | アーカンソー大学           |
| 179*     | グリーンベイ・パッカーズ               | キングスリー・エナグバレ   | DE         | サウスカロライナ大学       |

### 6巡目指名選手
| 指名順位 | チーム                                 | 選手名                       | ポジション | 出身大学                       |
| 180      | バッファロー・ビルズ                   | マット・アライザ             | P          | サンディエゴ州立大学           |
| 181      | フィラデルフィア・イーグルス           | カイロン・ジョンソン         | LB         | カンザス大学                   |
| 182      | ニューヨーク・ジャイアンツ             | ダリアン・ビーバーズ         | LB         | シンシナティ大学               |
| 183      | ニューイングランド・ペイトリオッツ     | ケビン・ハリス               | RB         | サウスカロライナ大学           |
| 184      | ミネソタ・バイキングス                 | ヴァデリアン・ロウ           | OT         | イリノイ大学                   |
| 185      | バッファロー・ビルズ                   | クリスチャン・ベンフォード   | CB         | ビラノバ大学                   |
| 186      | シカゴ・ベアーズ                       | ザカリー・トーマス           | OT         | サンディエゴ州立大学           |
| 187      | サンフランシスコ・フォーティナイナーズ | ニック・ザケル               | OT         | フォーダム大学                 |
| 188      | デトロイト・ライオンズ                 | マルコム・ロドリゲス         | LB         | オクラホマ州立大学             |
| 189      | カロライナ・パンサーズ                 | アマレ・バーノ               | LB         | バージニア工科大学             |
| 190      | アトランタ・ファルコンズ               | ジャスティン・シェイファー   | OG         | ジョージア大学                 |
| 191      | ミネソタ・バイキングス                 | ジェイレン・ネイラー         | WR         | ミシガン州立大学               |
| 192      | インディアナポリス・コルツ             | アンドリュー・オグレツリー   | TE         | ヤングスタウン州立大学         |
| 193      | ダラス・カウボーイズ                   | デビン・ハーパー             | LB         | オクラホマ州立大学             |
| 194      | ニューオーリンズ・セインツ             | ジョーダン・ジャクソン       | DT         | 空軍士官学校                   |
| 195      | ロサンゼルス・チャージャーズ           | ジャマリー・サリヤー         | OG         | ジョージア大学                 |
|          | ニューオーリンズ・セインツ             | 指名辞退                     |            |                                |
| 196      | ボルチモア・レイブンズ                 | タイラー・バディ             | RB         | ミズーリ大学                   |
| 197      | ジャクソンビル・ジャガーズ             | グレゴリー・ジュニア         | CB         | ワシタ・バプテスト大学         |
| 198      | フィラデルフィア・イーグルス           | グラント・カルカテラ         | TE         | SMU                            |
| 199      | カロライナ・パンサーズ                 | ケイド・メイズ               | OG         | テネシー大学                   |
| 200      | ニューイングランド・ペイトリオッツ     | サム・ロバーツ               | DE         | ノースウェストミズーリ州立大学 |
| 201      | アリゾナ・カージナルス                 | ケオンティ・イングラム       | RB         | USC                            |
| 202      | クリーブランド・ブラウンズ             | マイケル・ウッズ2世          | WR         | オクラホマ大学                 |
| 203      | シカゴ・ベアーズ                       | トレスタン・エブナー         | RB         | ベイラー大学                   |
| 204      | テネシー・タイタンズ                   | セオ・ジャクソン             | S          | テネシー大学                   |
| 205      | ヒューストン・テキサンズ               | オースティン・デキュラス     | OT         | LSU                            |
| 206      | デンバー・ブロンコス                   | マット・ヘニングセン         | DT         | ウィスコンシン大学             |
| 207      | シカゴ・ベアーズ                       | ダグ・クレイマー             | C          | イリノイ大学                   |
| 208      | ピッツバーグ・スティーラーズ           | コナー・ヘイワード           | TE         | ミシガン州立大学               |
| 209      | バッファロー・ビルズ                   | ルーク・テニュータ           | OT         | バージニア工科大学             |
| 210      | ニューイングランド・ペイトリオッツ     | チェーズン・ハインズ         | OG         | LSU                            |
| 211*     | ロサンゼルス・ラムズ                   | クエンティン・レイク         | S          | UCLA                           |
| 212*     | ロサンゼルス・ラムズ                   | デリオン・ケンドリック       | CB         | ジョージア大学                 |
| 213*     | アトランタ・ファルコンズ               | ジョン・フィッツパトリック   | TE         | ジョージア大学                 |
| 214*     | ロサンゼルス・チャージャーズ           | ジャジール・テイラー         | CB         | ウェイクフォレスト大学         |
| 215*     | アリゾナ・カージナルス                 | レシタス・スミス             | OG         | バージニア工科大学             |
| 216*     | インディアナポリス・コルツ             | カーティス・ブルックス       | DT         | シンシナティ大学               |
| 217*     | デトロイト・ライオンズ                 | ジェームズ・ヒューストン     | LB         | ジャクソン州立大学             |
| 218*     | タンパベイ・バッカニアーズ             | コー・キーフト               | TE         | ミネソタ大学                   |
| 219*     | テネシー・タイタンズ                   | チャンス・キャンベル         | LB         | ミシシッピ大学                 |
| 220*     | サンフランシスコ・49ers                | カリア・デービス             | DT         | セントラルフロリダ大学         |
| 221*     | サンフランシスコ・49ers                | タリク・カストロ＝フィールズ | CB         | ペンシルベニア州立大学         |

### 7巡目指名選手
| 指名順位 | チーム                             | 選手名                     | ポジション | 出身大学                     |
| 222      | ジャクソンビル・ジャガーズ         | コンタリック・ブラウン     | CB         | アーカンソー大学             |
| 223      | クリーブランド・ブラウンズ         | アイザイア・トーマス       | DE         | オクラホマ大学               |
| 224      | マイアミ・ドルフィンズ             | キャメロン・グード         | LB         | カリフォルニア大学           |
| 225      | ピッツバーグ・スティーラーズ       | マーク・ロビンソン         | LB         | ミシシッピ大学               |
| 226      | シカゴ・ベアーズ                   | ジャタイリ・カーター       | OG         | サザン大学                   |
| 227      | ミネソタ・バイキングス             | ニック・ミューズ           | TE         | サウスカロライナ大学         |
| 228      | グリーンベイ・パッカーズ           | タリク・カーペンター       | LB         | ジョージア工科大学           |
| 229      | シアトル・シーホークス             | ボー・メルトン             | WR         | ラトガース大学               |
| 230      | ワシントン・コマンダース           | クリス・ポール             | OG         | タルサ大学                   |
| 231      | バッファロー・ビルズ               | ベイロン・スペクター       | LB         | クレムソン大学               |
| 232      | デンバー・ブロンコス               | ファイオン・ヒックス       | CB         | ウィスコンシン大学           |
| 233      | シアトル・シーホークス             | ダリキ・ヤング             | WR         | レノア・リン大学             |
| 234      | グリーンベイ・パッカーズ           | ジョナサン・フォード       | DT         | マイアミ大学                 |
| 235      | ロサンゼルス・ラムズ               | ダニエル・ハーディ         | LB         | モンタナ州立大学             |
| 236      | ロサンゼルス・チャージャーズ       | ディーン・レナード         | CB         | ミシシッピ大学               |
| 237      | デトロイト・ライオンズ             | チェイス・ルーカス         | CB         | アリゾナ州立大学             |
| 238      | ラスベガス・レイダース             | セイヤー・マンフォード     | OT         | オハイオ州立大学             |
| 239      | インディアナポリス・コルツ         | ロドニー・トーマス2世      | S          | エール大学                   |
| 240      | ワシントン・コマンダース           | クリスチャン・ホームズ     | CB         | オクラホマ州立大学           |
| 241      | ピッツバーグ・スティーラーズ       | クリス・オラドクン         | QB         | サウスダコタ州立大学         |
| 242      | カロライナ・パンサーズ             | カロン・バーンズ           | CB         | ベイラー大学                 |
| 243      | カンザスシティ・チーフス           | ジェイレン・ワトソン       | CB         | ワシントン州立大学           |
| 244      | アリゾナ・カージナルス             | クリスチャン・マシュー     | CB         | バルドスタ州立大学           |
| 245      | ニューイングランド・ペイトリオッツ | アンドリュー・スチューバー | OG         | ミシガン大学                 |
| 246      | クリーブランド・ブラウンズ         | ドーソン・ディートン       | C          | テキサス工科大学             |
| 247      | マイアミ・ドルフィンズ             | スカイラー・トンプソン     | QB         | カンザス州立大学             |
| 248      | タンパベイ・バッカニアーズ         | アンドレ・アンソニー       | DE         | LSU                          |
| 249      | グリーンベイ・パッカーズ           | ラシード・ウォーカー       | OT         | ペンシルベニア州立大学       |
| 250      | ラスベガス・レイダース             | ブリテイン・ブラウン       | RB         | UCLA                         |
| 251      | カンザスシティ・チーフス           | アイザイア・パチェコ       | RB         | ラトガース大学               |
| 252      | シンシナティ・ベンガルズ           | ジェフリー・ガンター       | DE         | コースタルカリフォルニア大学 |
| 253      | ロサンゼルス・ラムズ               | ラス・イースト             | S          | カンザス州立大学             |
| 254*     | シカゴ・ベアーズ                   | イライジャ・ヒックス       | S          | カリフォルニア大学           |
| 255*     | シカゴ・ベアーズ                   | トレントン・ギル           | P          | ノースカロライナ州立大学     |
| 256*     | アリゾナ・カージナルス             | ジェシー・ルケータ         | LB         | ペンシルベニア州立大学       |
| 257*     | アリゾナ・カージナルス             | マーキス・ヘイズ           | OG         | オクラホマ大学               |
| 258*     | グリーンベイ・パッカーズ           | サモリ・トーレ             | WR         | ネブラスカ大学               |
| 259*     | カンザスシティ・チーフス           | ナジー・ジョンソン         | S          | マーシャル大学               |
| 260*     | ロサンゼルス・チャージャーズ       | ザンダー・フォーバス       | FB         | パデュー大学                 |
| 261*     | ロサンゼルス・ラムズ               | A・J・アーキュリ           | OT         | ミシガン州立大学             |
| 262*     | サンフランシスコ・49ers            | ブロック・パーディ         | QB         | アイオワ州立大学             |

### ドラフト外入団の主な選手
| チーム                             | 選手名                   | ポジション | 出身大学                   |
| ヒューストン・テキサンズ           | トロイ・ヘアストン       | FB         | 中央ミシガン大学           |
| マイアミ・ドルフィンズ             | ケダー・コホウ           | CB         | テキサス農工大学コマース校 |
| ミネソタ・バイキングス             | ライアン・ライト         | P          | テュレーン大学             |
| ニューイングランド・ペイトリオッツ | デマーカス・ミッチェル   | DE         | パデュー大学               |
| ニューイングランド・ペイトリオッツ | ブレンデン・シューラー   | S          | テキサス大学               |
| テネシー・タイタンズ               | ライアン・ストーンハウス | P          | コロラド州立大学           |